# Kisho Kurokawa

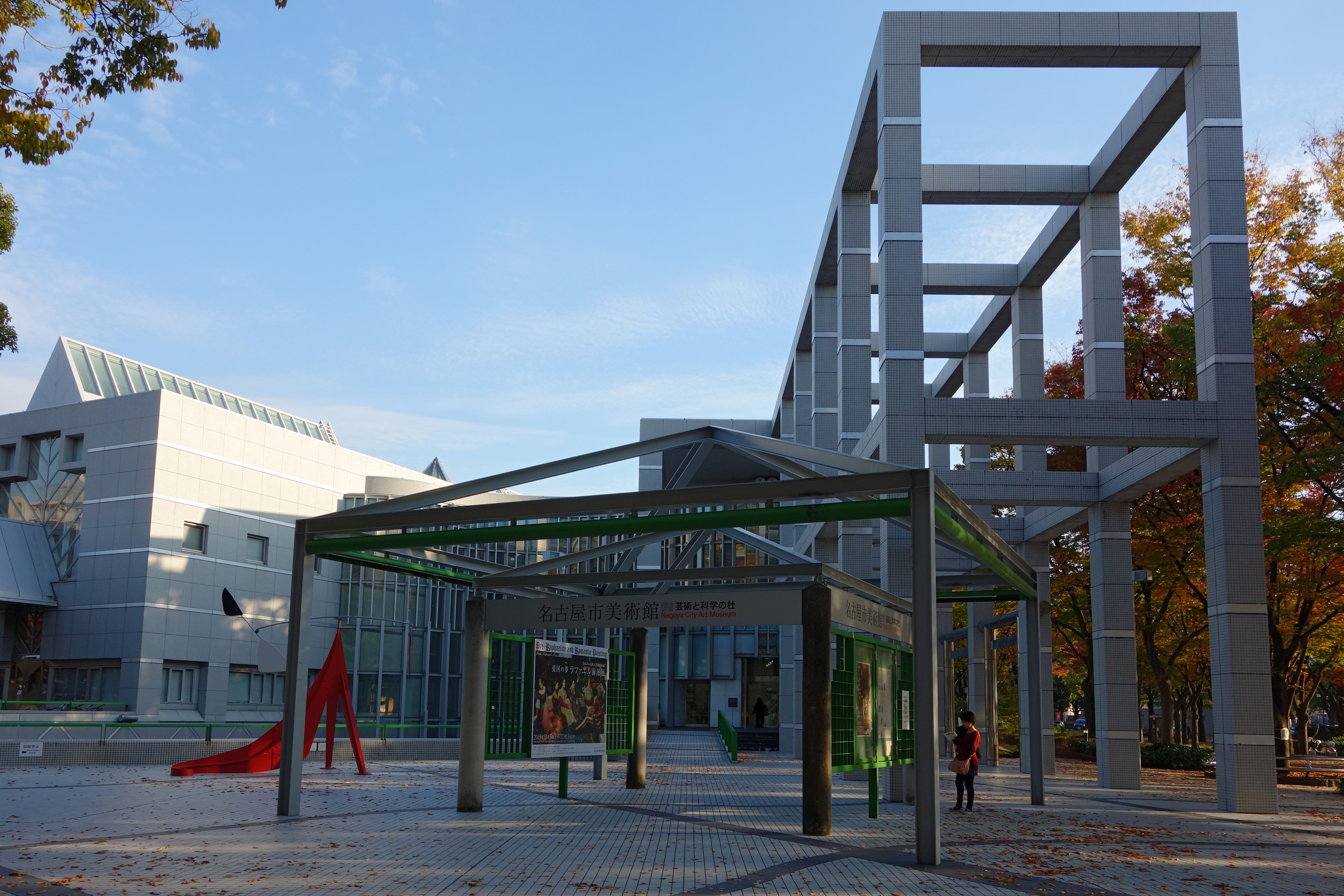
Ingang van het Nagoya City Kunstmuseum

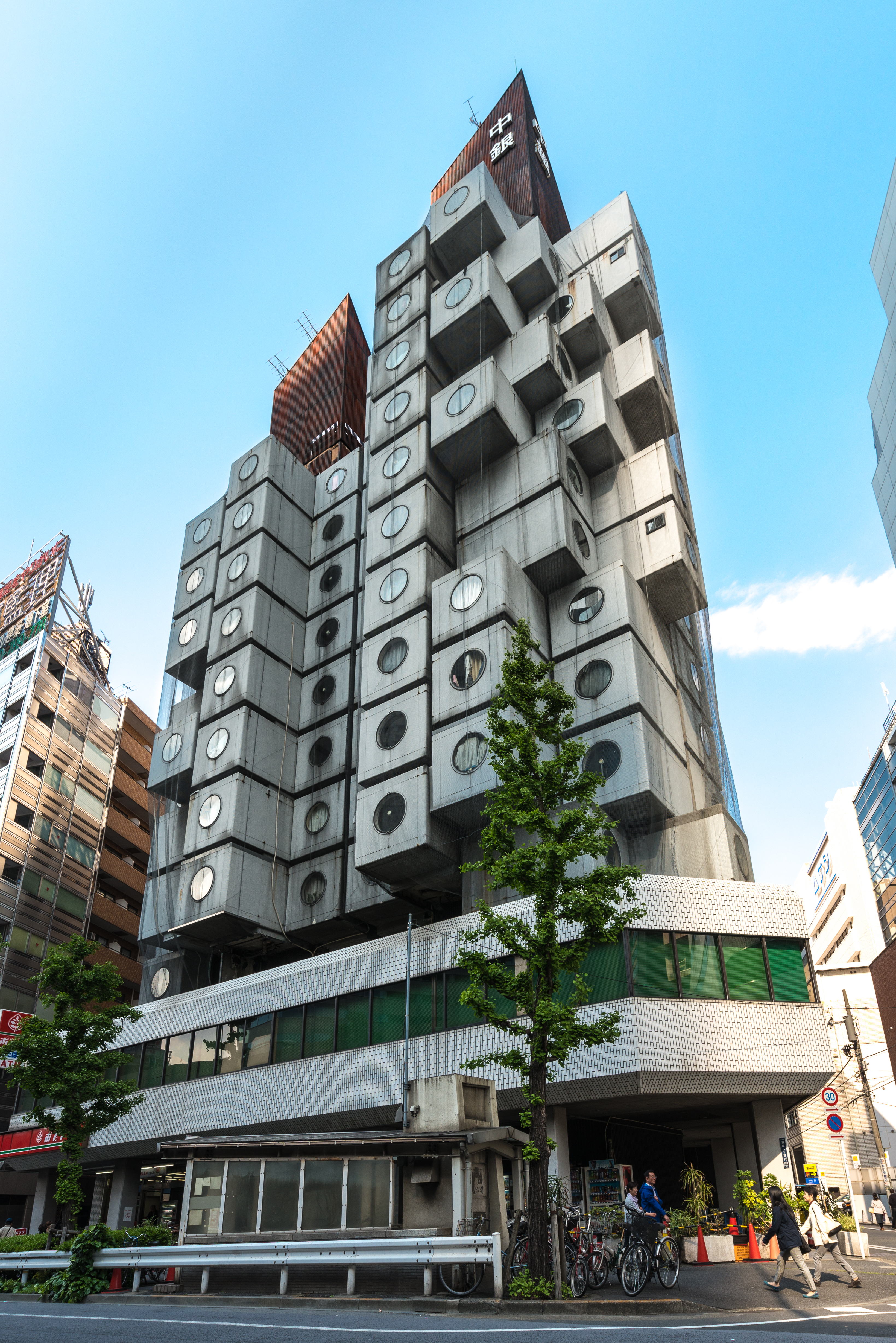
De Nakagin Capsule Toren

Kishō Kurokawa (黒川紀章, Kurokawa Kishō; Nagoya, 8 april 1934 - 12 oktober 2007) was een Japanse architect en een van de oprichters van het Metabolisme.

## Biografie
Kurokawa studeerde in 1957 af aan de Universiteit van Kioto in de architectuur. Hij vervolgde zijn studie aan de Universiteit van Tokio, onder meer bij Tange Kenzo, en promoveerde in 1964.
Met een aantal collega's richtte hij een stroming op in 1960 waarvan de leden bekendstonden als metabolisten. Het was een radicale Japanse avant-garde  stroming die vermenging en recycling van architectuurstijlen rond een Aziatische filosofie propageerde. De stroming was succesvol, met als hoogtepunt de waardering voor de Takara Beautillion op de Wereldtentoonstelling van 1970 in Osaka. Korte tijd later viel de beweging uiteen. De architect noemde zichzelf bij voorkeur filosoof.
Kurokawa heeft een dochter uit zijn eerste huwelijk. Zijn tweede echtgenote, Wakao Ayako, is een actrice uit de vijftiger en zestiger jaren. Een jongere broer van Kurokawa, zelf industrieel ontwerper, werkte in een aantal architectuurprojecten samen met Kurokawa.
Kurokawa is de oprichter en directeur van Kisho Kurokawa Architect & Associates, opgericht op 8 april 1962. Het bedrijf heeft zijn hoofdkantoor in Tokio, en nevenvestigingen in Osaka, Nagoya, Nur-Sultan (Kazachstan), Kuala Lumpur (Maleisië) en Peking (China).

## Werken
(gesorteerd naar jaar van oplevering)

### 1970-1979
- Nakagin Capsule Toren (Ginza, Tokio, 1970-1972)
- Sony Toren (Osaka, 1972-1976)
- Tateshina Planetarium (Hiroshima, 1976)
- Hoofdkantoor van het Japanse Rode Kruis (Tokio, 1975-1977)
- Nationaal Museum voor Etnologie (Osaka, 1973-1977)

### 1980-1989

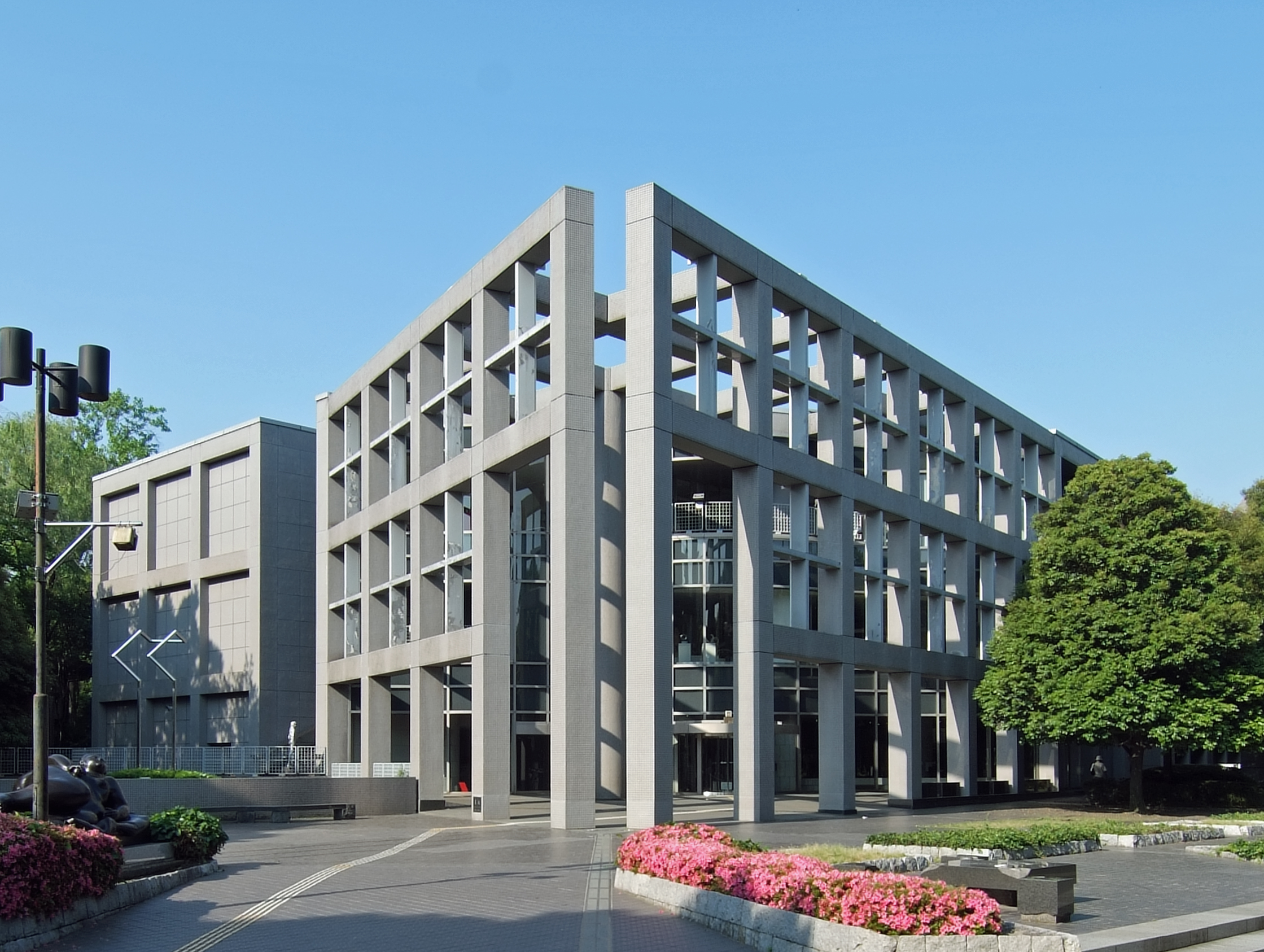
Saitama Prefectuur Museum voor Moderne Kunst

- Saitama Prefectuur Museum voor Moderne Kunst (Saitama, 1978-1982)
- Nationaal Bunraku Theater (Osaka, 1979-1983)
- Wacoal Kojimachi-gebouw (Tokio, 1982-1984)
- Chokaso (Tokio, 1985-1987)
- Nagoya Kunstmuseum (Nagoya, 1983-1987)
- Japans-Duits Centrum (Berlijn, 1985-1988)
- Osaka Prefectuur-regeringsgebouw (Osaka, 1988)
- Hiroshima City Museum voor Hedendaagse Kunst (Hiroshima, 1988-1989)

### 1990-1999
- Chinees-Japans Jongerencentrum (Peking, 1987-1990)
- Okinawa Prefectuur-regeringshoofdkantoor (Okinawa, 1988-1990)
- De Sporting Club in het Illinois Center (Chicago, 1987-1990)
- Melbourne-station en winkelcentrumcomplex (Melbourne, 1986-1991)
- Miki House-kantoorcentrum (Osaka, 1985-1991)
- Nara City Museum voor fotografie (Nara, 1989-1991)
- Louvain-La-Neuve Museum (België, 1990-1992)
- Pacific Tower (Parijs, 1988-1992)
- Lane Crawford Place (Singapore, 1990-1993)
- Senkantei (Hyogo, 1992-1993)
- Ehime Wetenschapsmuseum of Science (Ehime, 1991-1994)
- Ishibashi-middelbare school (Tochigi, 1992-1994)
- Wakayama Museum voor Moderne Kunst (Wakayama, 1990-1994)
- Hotel Kyocera (Kagoshima, 1991-1995)
- Kibi-cho-gemeentehuis  (Wakayama, 1993-1995)
- Republic Plaza (Singapore, 1986-1995)
- Fukui City Kunstmuseum (Fukui, 1993-1996)
- Softopia Japan (Gifu, 1990-1996)
- Fujinomiya Golf Club (Shizuoka, 1994-1997)
- Kashima-machi-gemeentehuis (Kumamoto, 1995-1997)
- Shiga Kogen Museum voor Romeinse Kunst (Yamanouchi, 1994-1997)
- Kuala Lumpur International Airport (Kuala Lumpur, 1992-1998)
- Nieuwe vleugel van het Van Gogh Museum (Amsterdam, 1990-1998)
- Amber Hall (Kuji, 1996-1999)
- O-Residence (Tokio, 1997-1999)

### 2000-heden
- Fukui Prefectuur Dinosaurusmuseum (Katsuyama, 1996-2000)
- Osaka Internationaal Vergadercentrum (Osaka, 1994-2000)
- Oita Stadion (Oita, 1996-2001, gebruikt bij het wereldkampioenschap voetbal 2002)
- Toyota City Stadion (Toyota (stad), 1997-2001)
- Astana International Airport (Astana, 2000-2003)
- Nationale Galerie (Roppongi, Tokio, 2000-2005)
- Singapore Flyer (Singapore, 2005-2008)
- Ontwerp van Kazachstans nieuwe hoofdstad (Astana, vertraagd door budgetproblemen)

## Onderscheidingen
- Gouden medaille van de Franse Academie voor Architectuur